# الكل عاوز يحب (فلم)
الكل عاوز يحب هو فيلم مصري كوميدي من إخراج أحمد فؤاد، وتأليف يحيى الليثي، تم عرضه في مصر سنة 1975.

## القصة
في زيارة أحمد لصديقه عبد السلام في بلدة الفيوم لكي يغير جو، يجد أحمد نفسه فجأة أمام ليلى، وتبدو عندها علاقة حب قادمة لا محال، يقوم أحمد بأخبار عبد السلام بما حدث له، وأنه غارق لشوشته. إلا أن عبد السلام يقوم بتوعية أحمد بضرورة الابتعاد عنها فهي تقيم مع ابن عمها مسعود وهو كما يعلم الكل يطمع في الزواج منها رغم أنه متزوج، لكن الظروف لم تساعد أحمد كثيرًا، فقد علم مسعود بهذه العلاقة ويصمم على قتل أحمد، الذي ينجح في الهرب منه، إلا أن يتم الوفاق بينه وبين مسعود فيتفاهمان على الزواج، فيوافق مسعود على زواجها من أحمد، ويعود مسعود إلى زوجته نفيسة، أما عبد السلام فيعود إلى القاهرة بصحبة السائحين

## طاقم العمل
- سهير رمزي (ليلى)
- نور الشريف (أحمد)
- عادل إمام (عبد السلام)
- حسن حامد
- نبيلة السيد
- نادية أرسلان
- إبراهيم سعفان
- سيف الله مختار
- مدحت جمال (طفل)
- دينا عبد الله (طفلة)
- محمد شوقي
- جمال إسماعيل

## روابط خارجية
- مقالات تستعمل روابط فنية بلا صلة مع ويكي بيانات